# Коньякский язык
Коньякский язык ― язык сино-тибетской языковой семьи, на котором говорят племена Коньяк в штате Нагаленд на северо-востоке Индии, а также частично в Ассаме.

## Генеалогическая информация
Коньякский язык принадлежит к тибето-бирманской подсемье сино-тибетской языковой семьи, надветвь сал, коньякская ветвь, группа коньяк-чанг. Помимо коньякского в эту группу входят языки пхом, ванчо и чанг.

## Ареальная информация
На коньякском языке говорят на северо-востоке Индии в штате Нагаленд, а также в нескольких местах в Мьянме.
Коньяк-наги — одно из шестнадцати основных племён, проживающих в штате Нагаленд, который до декабря 1963 года был частью штата Ассам. Коньяк (фонематически kòñák) — это название языка, а также сообщества, говорящего на нем. Среди 16 общин коньяки — самое крупное племя. Раньше коньяки были известны под разными именами: Ангванку, Табленг, Ангпханг и др., общего названия у этих людей не было. Сейчас невозможно установить, когда и кем было введено название коньяк-нага.

## Социолингвистическая информация
Согласно данным 2011 года, в штате Нагаленд на коньякском языке говорят 244 000 носителей; большинство из них находится в округе Мон (237 000), с небольшими группами в районах Димапур (2 900), Кохима (2 000), Мококчунг (1 100) и Лонгленг (900). Также насчитывается около 2 000 носителей языка в Мьянме, в районе Хкамти и в городе Лахе.

## Типологическая характеристика

### Тип выражения грамматических значений
Коньякский язык ― синтетический, грамматическое значение выражается при помощи аффиксов.
'hipəkyoʔoŋe taytaki wakeiŋme nòkcá ŋoʔ
Очень давно в деревне Вагчинг был дом
| hipək-yoʔoŋe tay-taki | wakeiŋ-me     | nòk-cá            | ŋoʔ    |
| time-very-go-already  | Wakeching-Loc | house-one-Sg[Obj] | be[PT] |

Very long time ago there was one house in Wakeching

### Характер границы между морфемами
Коньякский язык ― язык агглютинативного строя, границы между морфемами легко различимы.
nòk 'house' + lan (PL) ⇒ nòklan 'дома'
| nòk-lan       |
| house-PL[Nom] |
| houses        |

nòk 'house' + yòŋ 'big' + lan (PL) ⇒ nòkyòŋlan ' большие дома'
| nòk-yòŋ-lan       |
| house-big-PL[Nom] |
| big houses        |

nòk 'house' + yòŋ 'big' + lan (PL) + te (Dat) ⇒ nòkyòŋlante 'большим домам'
| nòk-yòŋ-lan-te   |
| house-big-PL.Dat |
| to big houses    |

### Локус маркирования

##### В поссесивной именной группе
В поссесивной именной группе нулевое маркирование: первое слово будет атрибутом, а второе ― вершиной.
nòkwepu waŋlan
 'правила строительства домов' 
| nòkwepu                | waŋ-lan      |
| house-building[Nom.Sg] | rule-PL[Nom] |
| house-building rules   |              |

nòkpu nòk 
 'хозяин дома' 
| nòkpu              | nòk           |
| owner[Nom.Sg]      | house[Nom.Sg] |
| owner of the house |               |

##### В предикации
В предикации наблюдается зависимостное маркирование.
tumannə pelik-lan haʔ
 'мы ели фрукты' 
| tumann-ə     | pelik-lan     | haʔ     |
| we-1PL.Nom   | fruit-PL[Obj] | eat[PT] |
| we ate fruit |               |         |

### Тип ролевой кодировки
Тип ролевой кодировки в коньякском языке ― номинативно-аккузативный
tumannə taynàŋ
 'Мы идём' 
| tumann-ə   | tay-nàŋ |
| we-1PL.Nom | go-PRS  |
| we go      |         |

tumannə peliklan haʔ
 'Мы ели фрукты' 
| tumann-ə     | pelik-lan     | haʔ     |
| we-1PL.Nom   | fruit-PL[Obj] | eat[PT] |
| we ate fruit |               |         |

eə sìnàŋ
 'Он спит' 
| e-ə        | sì-nàŋ    |
| he-3Sg.Nom | sleep-PRS |
| he sleeps  |           |

### Базовый порядок слов
Базовый порядок слов в коньякском языке ― SOV (где S — субъект, О — прямое дополнение, V — глагол)
eə naha ŋè
 'Он видел ребёнка' 
| e-ə              | naha          | ŋè      |
| he-3Sg.Nom       | child[Nom.Sg] | see[PT] |
| he saw the child |               |         |

## Языковые особенности

### Тоны
В коньякском языке существует три тона: восходящий (H), нисходящий (L) и ровный тон. На письме они выделяются с помощью диакритических знаков над гласными.
| ká (H) | kà (L) | ka       |
| пинок  | раскол | открытый |

### Грамматический род
В коньякском языке только у одушевлённых существительных есть морфологические маркеры, указывающие род. Всего существует 7 групп одушевлённых существительных, каждая группа выделяется определённым суффиксом.
1. si ― этот суффикс обозначает людей мужского пола, указывает на молодой возраст человека
2. pa ― используется для обозначения людей мужского пола, указывает на зрелость, старший возраст
3. ya ― используется для обозначения как женщин (в этом случае указывает на молодой возраст), так и животных (указывает на маленький размер животного или на то, что это детёныш)
4. (ə)ñu ― используется для обозначения как женщин, так и животных женского пола; указывает на материнство
5. pòŋ и la ― не используются для обозначения людей. Выражают собой контраст между «дикими» и «домашними» животными: kùyla ― дикая собака, kùypòŋ ― домашняя собака
6. (ə)pi ― используется с существительными женского рода, которые не обозначают человека. Указывает на молодой возраст/маленький размер, свободно заменяется на ya

## Список сокращений
PRS ― настоящее время
PT ― прошедшее время
V ― глагол
LOC ― локатив
PL ― множественное число
DAT ― датив
NOM ― номинатив
OBJ ― объект

## Список использованной литературы
- Nagaraja, K.S. (2010), Konyak Grammar, Mysore: Central Institute of Indian Languages, ISBN 978-81-7342-195-2